# Campeonato Europeo de Fórmula 3 de la FIA
El Campeonato Europeo de Fórmula 3 de la FIA, o Fórmula 3 Europea, fue una competición organizada por la Federación Internacional del Automóvil, bajo la reglamentación de Fórmula 3.
En 2012, la FIA creó el Campeonato Europeo de Fórmula 3, combinando siete fecha de Fórmula 3 Euroseries, dos de Fórmula 3 Británica y una carrera combinada en Norisring. En 2013, este campeonato absorbió a F3 Euroseries, consolidándose en un campeonato de la FIA.
Anteriormente el Campeonato de Fórmula 3 Europea de la FIA fue una competición de Fórmula 3 disputada en Europa entre los años 1975 y 1984 y del cual surgieron futuros ganadores de Grandes Premios de Fórmula 1.
En 2019, este torneo se unió al campeonato de GP3 Series, para crear el Campeonato de Fórmula 3 de la FIA.

## Campeones

### Campeonato de Pilotos

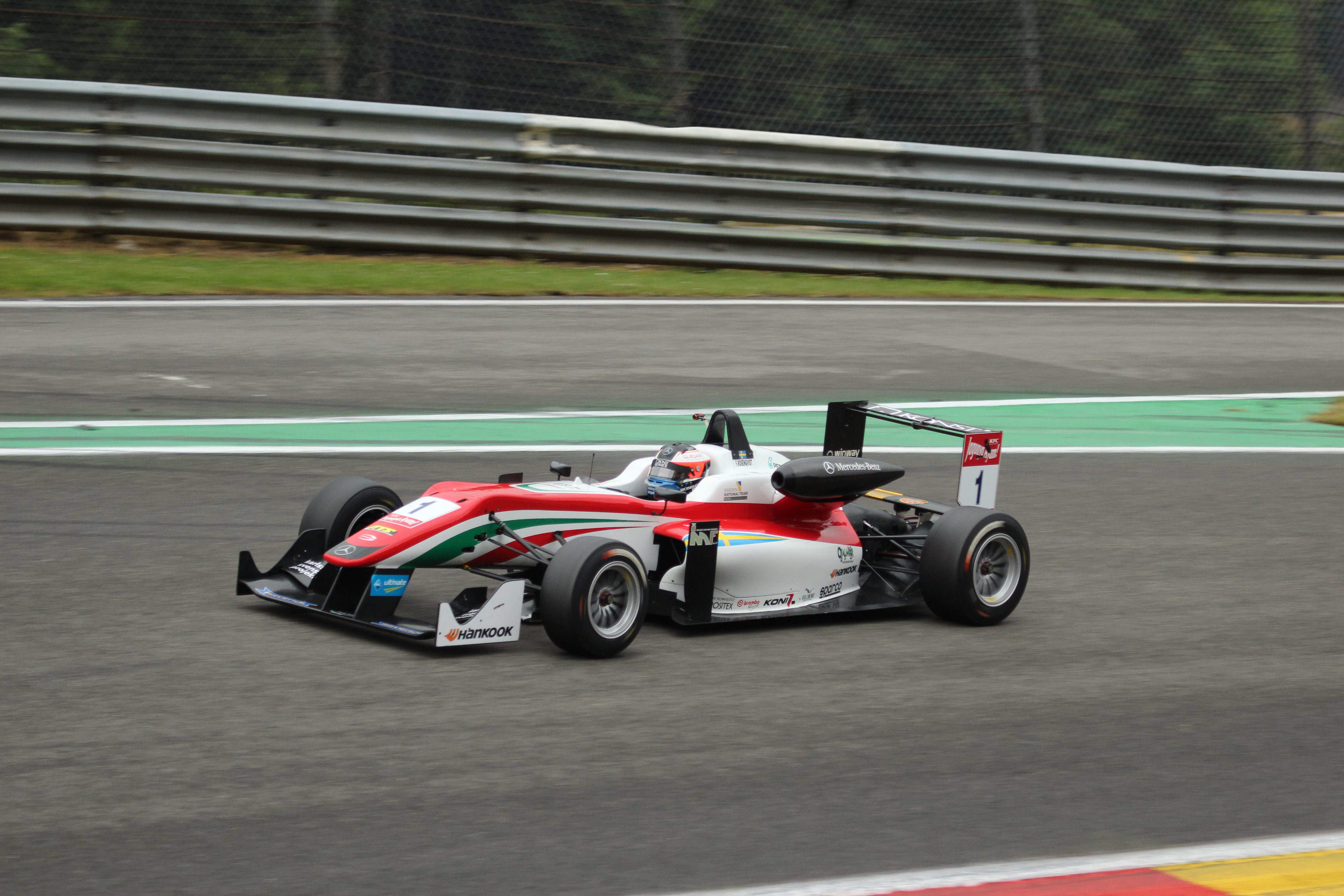
El sueco Felix Rosenqvist, campeón en 2015.

| Año  | Campeón            | Puntos | Victorias | Equipo            | Monoplaza          |
| ---- | ------------------ | ------ | --------- | ----------------- | ------------------ |
| 2012 | Daniel Juncadella  | 252    | 5         | Prema Powerteam   | Dallara-Mercedes   |
| 2013 | Raffaele Marciello | 489.5  | 14        | Prema Powerteam   | Dallara-Mercedes   |
| 2014 | Esteban Ocon       | 478    | 9         | Prema Powerteam   | Dallara-Mercedes   |
| 2015 | Felix Rosenqvist   | 508    | 13        | Prema Powerteam   | Dallara-Mercedes   |
| 2016 | Lance Stroll       | 507    | 14        | Prema Powerteam   | Dallara-Mercedes   |
| 2017 | Lando Norris       | 441    | 9         | Carlin Motorsport | Dallara-Volkswagen |
| 2018 | Mick Schumacher    | 365    | 8         | Prema Powerteam   | Dallara-Mercedes   |

### Campeonato de Equipos

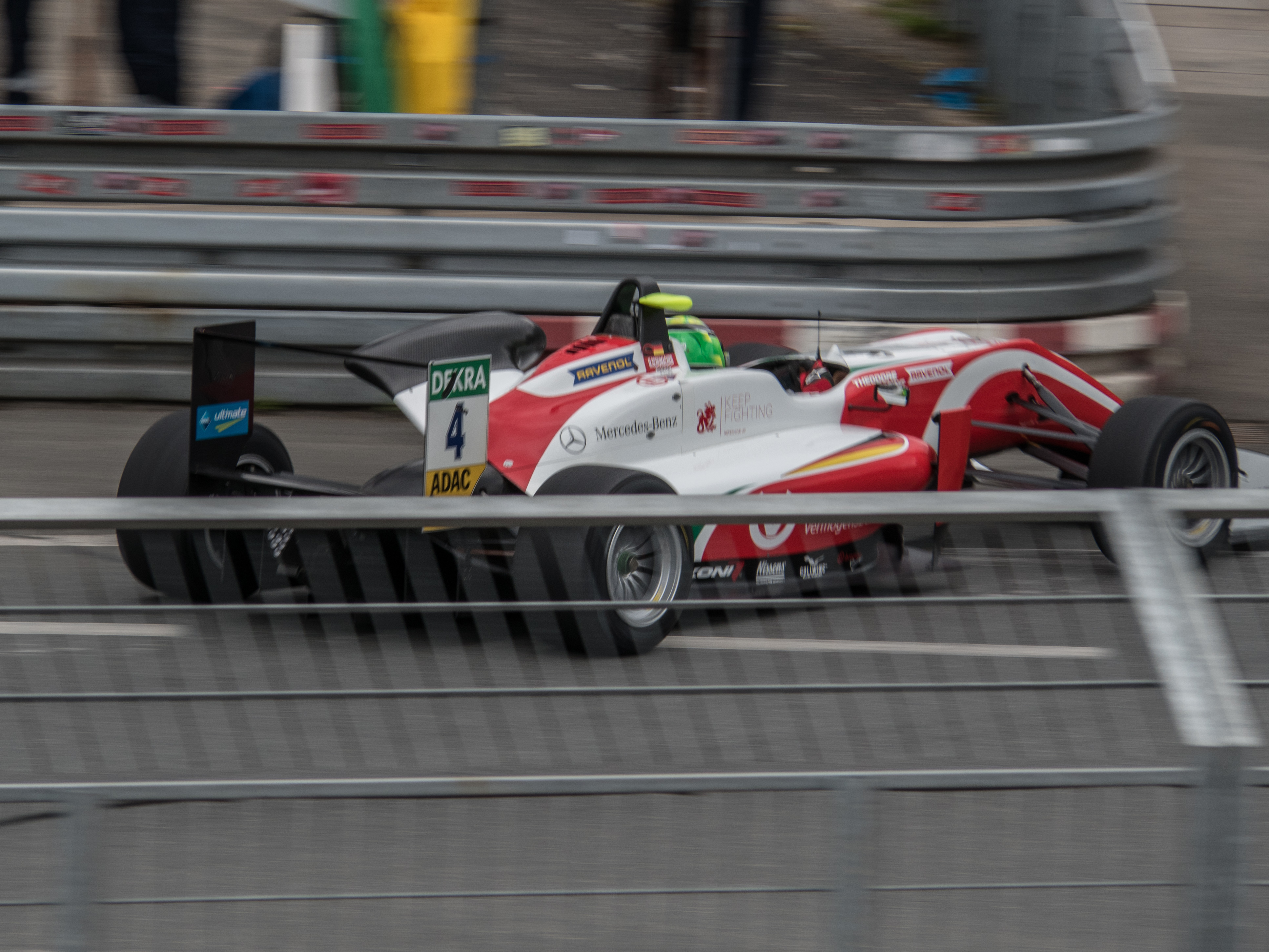
Prema ha ganado todos los Campeonatos de Pilotos de la categoría.

| Año  | Campeón               | Monoplaza        |
| ---- | --------------------- | ---------------- |
| 2012 | no entregado          | no entregado     |
| 2013 | Prema Powerteam       | Dallara-Mercedes |
| 2014 | Prema Powerteam       | Dallara-Mercedes |
| 2015 | Prema Powerteam       | Dallara-Mercedes |
| 2016 | Prema Powerteam       | Dallara-Mercedes |
| 2017 | Prema Powerteam       | Dallara-Mercedes |
| 2018 | Prema Theodore Racing | Dallara-Mercedes |

### Campeonato de Novatos

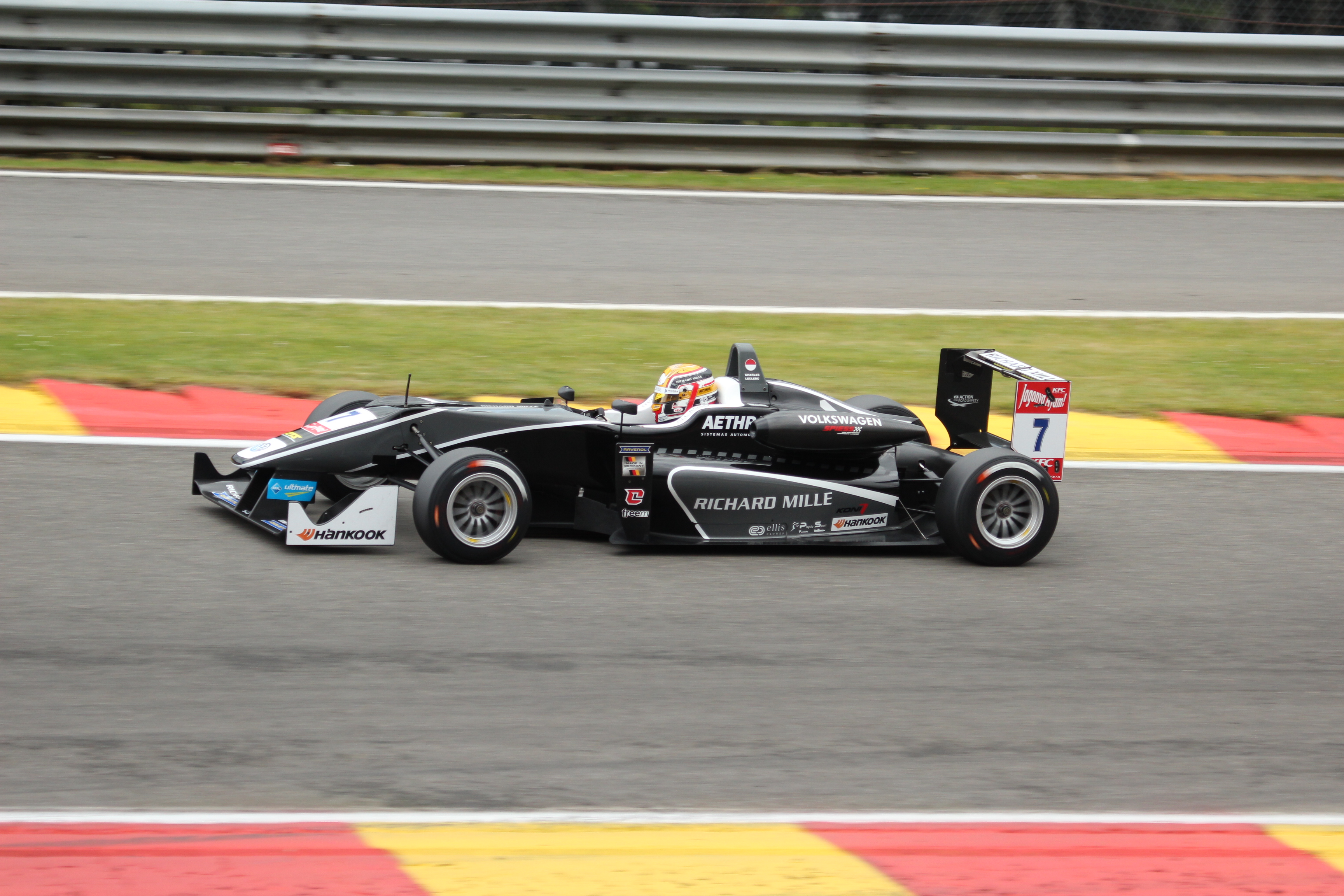
Charles Leclerc, ganó el Campeonato de Novatos de 2015.

| Año  | Campeón           | Equipo                | Monoplaza          |
| ---- | ----------------- | --------------------- | ------------------ |
| 2012 | no entregado      | no entregado          | no entregado       |
| 2013 | no entregado      | no entregado          | no entregado       |
| 2014 | Esteban Ocon      | Prema Powerteam       | Dallara-Mercedes   |
| 2015 | Charles Leclerc   | Van Amersfoort Racing | Dallara-Volkswagen |
| 2016 | Joel Eriksson     | Motopark Academy      | Dallara-Mercedes   |
| 2017 | Lando Norris      | Carlin Motorsport     | Dallara-Volkswagen |
| 2018 | Robert Shwartzman | Prema Powerteam       | Dallara-Mercedes   |